# Береговая охрана Японии
Береговая охрана Японии (яп. 海上保安庁 Кайдзё: Хоан-тё:) — японская береговая охрана, находится под управлением Министерства земли, инфраструктуры, транспорта и туризма.

## История
Основана в мае 1948 года как департамент морской охраны (в мирное время подчинённый министерству транспорта, однако в чрезвычайных обстоятельствах по решению премьер-министра передаваемый в подчинение управления национальной обороны). С момента создания фактически является резервом военно-морских сил Японии.
После начала войны в Корее, 8 июля 1950 года командующий оккупационными войсками США в Японии генерал Д. Макартур направил письмо премьер-министру Японии С. Ёсида, в котором разрешил увеличение численности морской охраны в два раза (с 8 тыс. человек до 16 тыс. человек). После совещания с представителем штаба войск США в Японии генерал-майором Эдвардом Альмондом, 12 июля 1950 года японское правительство официально объявило о увеличении численности морской охраны с 8 тыс. человек до 16 тыс. человек, увеличении количества кораблей и катеров с 300 судов общим тоннажем 50 тыс. тонн до 600 судов, и о намерении вооружить полицейские части тяжёлым стрелковым оружием.
11 августа 1950 года японское управление морской охраны получило разрешение от командования войск США в Японии на использование трёх бывших судов военно-морского флота Японской империи.
В 1951 году для подготовки кадров были открыты колледж морской охраны в городе Куре и училище морской охраны в городе Майдзуру.
В 1977 году береговая охрана насчитывала 11 200 человек личного состава, более 300 кораблей и катеров, а также около 30 самолётов и вертолётов.
В 1981 году был открыт филиал училища морской охраны в городе Китакюсю.
По состоянию на начало 1989 года служба насчитывала свыше 12 тыс. человек (6,1 тыс. человек боевого состава в составе экипажей кораблей, катеров, самолётов и вертолётов, а также 6 тыс. человек персонала на береговых постах, в штабах и учреждениях), 45 больших патрульных кораблей, 55 средних и малых патрульных кораблей, 240 патрульных катеров, 22 самолёта и 38 вертолётов.
В апреле 2000 года при сохранении неизменным названия управления на японском языке («Кайдзё хоантё») английский вариант названия был изменён с Maritime Safety Agency на Coast Guard - береговая охрана Японии.
В 2002 году насчитывала свыше 12 200 человек (из них свыше 200 женщин), 124 больших, средних и малых патрульных корабля, 224 патрульных катера, 28 самолётов и 46 вертолётов. 
10 января 2005 года в районе острова Садо во время учений японской береговой охраны упал в море патрульный вертолёт береговой охраны. Все шесть человек, находившиеся на борту машины были спасены прибывшим к месту падения сторожевым кораблём.
По состоянию на начало 2011 года береговая охрана насчитывала 12 636 человек, 45 больших, 39 средних и 34 малых патрульных корабля, более 220 патрульных катеров, 13 гидрографических судов, 5 пожарных судов, 4 пожарных катера, до 130 обслуживающих и вспомогательных судов, 25 самолётов и 46 вертолётов.
По состоянию на начало 2022 года береговая охрана насчитывала 14,35 тыс. человек, 46 сторожевых кораблей, 17 сторожевых катеров, 306 патрульных катеров и 17 вспомогательных судов (15 гидрографических судов, одно судно обслуживания навигационного оборудования и одно учебное судно); три базовых патрульных самолёта "Falcon-2000MSA", четыре спасательно-поисковых самолёта "Saab-340B", 25 транспортных самолётов (девять DHC, один "Gulfstream V", один "Beechcraft-350 Super King Air", девять "Beechcraft King Air" и пять "Cessna 172"), пять многоцелевых вертолётов "Bell 412", 11 поисково-спасательных вертолётов S-76D и 33 транспортных вертолёта (два AS-332, шесть Eurocopter H225, 18 AW-139, три S-76C и четыре лёгких «Bell-505»).

## Основные задачи
Основными задачами являются патрулирование японских территориальных вод и 200-мильной исключительной экономической зоны, надзор за соблюдением законов и правил судами в море и прибрежной полосе, предотвращение морских стихийных бедствий, координация спасательных работ на море, защита окружающей среды морей и океанов.

## Руководство

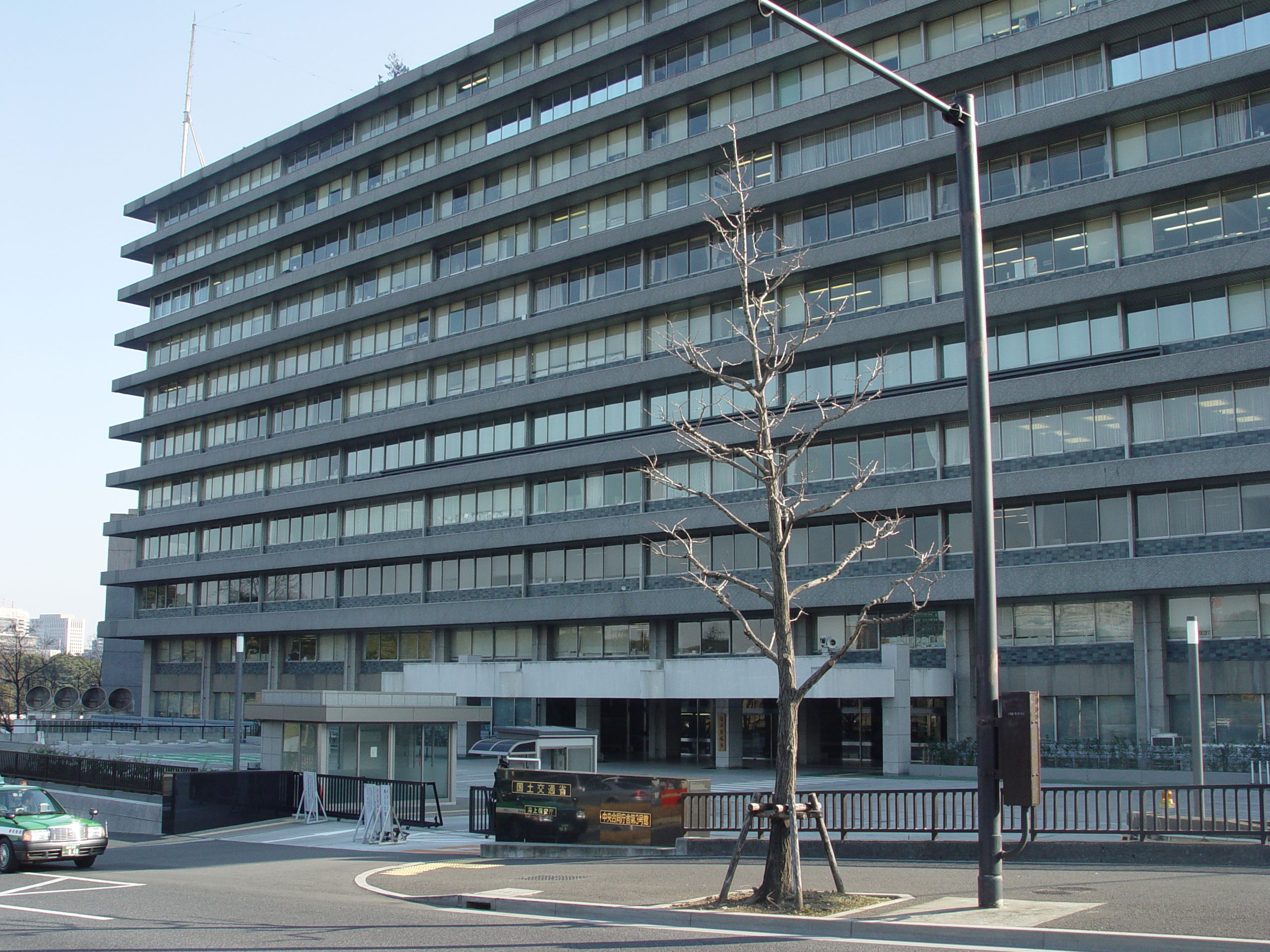
Главное здание Министерства земли, инфраструктуры, транспорта и туризма в Касумигасэки, под управлением которого находится Береговая охрана Японии

Руководство осуществляется 11 региональными штабами морской безопасности, расположенными по всему японскому архипелагу. При управлении работает Академия сил береговой охраны. Все работники Управления являются членами сил береговой охраны. Их правовой статус равен статусу японской полиции.
Академия береговой охраны находится в городе Куре, расположенном в префектуре Хиросима. Обучение производится 4 года, выпускники получают степень бакалавра.

## Оперативные регионы

11 регионов

Главный штаб находится в Токио. Береговая охрана выделила 11 регионов для облегчения своей деятельности. В каждом из регионов имеются свои местные штабы.
- 1-й региональный штаб береговой охраны Отару (включаются также южные Курильские острова)
- 2-й региональный штаб береговой охраны Сиогама
- 3-й региональный штаб береговой охраны Иокогама
- 4-й региональный штаб береговой охраны Нагоя
- 5-й региональный штаб береговой охраны Кобе
- 6-й региональный штаб береговой охраны Хиросима
- 7-й региональный штаб береговой охраны Китакюсю
- 8-й региональный штаб береговой охраны Майдзуру
- 9-й региональный штаб береговой охраны Ниигата
- 10-й региональный штаб береговой охраны Кагосима
- 11-й региональный штаб береговой охраны Наха